# Atomic TV
Atomic TV – polskojęzyczna stacja telewizyjna nadająca głównie teledyski muzyczne, działająca w latach 1997–2000 (w latach 1996–1997 jako blok programowy PTK 2), aż do przekształcenia w MTV Polska. Była to pierwsza polska telewizja muzyczna nadająca przez całą dobę w kilkunastu telewizjach kablowych w całej Polsce oraz później także przez satelitę Astra. Prezentowała różne gatunki muzyczne: pop („Popplaneta”), rock („Atomizer”), metal i inne ekstremalne gatunki („Bunkier”), hip-hop, techno („MC2”). Muzyka polska („FactoryM”) zajmowała w nim ok. 40% czasu antenowego. Atomic TV prezentowała również serwis informacyjny, co godzinę audycję „Co jest” oraz raz w tygodniu 60 minutowe „Co jest extra”. Na antenie stacji widzowie mogli za pomocą przysyłanych pocztówek i listów wpływać na muzykę w programie Dzika Szafa Grająca.

## Prezenterzy stacji
- Magda Raźnikiewicz,
- Monika „Miki” Chojnacka,
- Jarosław „V-Jerry” Giers,
- Joanna Horodyńska,
- Paulina Jaskólska,
- Jacek „JaceK” Kaczyński,
- Bartosz Zwierz,
- Robert Kilen,
- Andrzej „Szaja” Szajewski,
- Filip Niedenthal,
- Sebastian „Seba” Miłkowski,
- Jarosław Budnik.